# Kurt Student
Kurt Student, född 12 maj 1890 i Birkholz, död 1 juli 1978 i Lemgo, var en tysk Luftwaffe-general under andra världskriget. 
Under första världskriget var han stridspilot och under andra världskriget var han befälhavare för fallschirmjäger-trupperna. Student blev en av de stora innovatörerna avseende användandet av fallskärmstrupper, vilka han började organisera 1937.  Han ledde de tyska fallskärmsjägarna under fälttåget i Belgien och Nederländerna 1940, där han sårades allvarligt, och vid Kreta 1941. 
Han satt i brittisk fångenskap 1945-48.